# Natalia Gorelova
Natalia Borisovna Gorelova (ryska: наталъя Борисовна Горелова), född den 18 april 1973 i Moskva, är en rysk före detta friidrottare som tävlade i medeldistanslöpning.
Gorelova deltog vid VM 1999 där hon var i final på 800 meter och slutade på en sjätte plats på tiden 1.57,90. Hon deltog vid Olympiska sommarspelen 2000 denna gång på 1 500 meter men blev utslagen i försöken.
Under 2001 blev hon bronsmedaljör på 1 500 både vid VM-inomhus i Lissabon och vid VM-utomhus i Edmonton. Hennes sista internationella mästerskapsfinal var vid VM-inomhus 2003 då hon slutade fyra på 1 500 meter.

## Personliga rekord
- 800 meter - 1.57,90
- 1 500 meter - 3.59,70